# Гликогеновое тело
Гликогеновое тело — нейроглиальное, богатое гликогеном ядро, расположенное в дорсальной области пояснично-крестцового отдела спинного мозга у птиц и состоящее из нервных клеток, характеризующихся высоким содержанием гликогена. Предположительно, выполняет роль запасного источника гликогена для нервной системы организма. Впервые оно появилось у динозавров, таких как стегозавр. Гликогеновое тело ещё называли «вторым мозгом», ссылаясь на размеры утолщения, в котором оно находится.